# Anan'ïv
Anan'ïv (in ucraino Ананьїв?) è una città  dell'Ucraina (7 626 abitanti) situata nel distretto di Podil's'k, nell'oblast' di Odessa. Ospita l'amministrazione della comunità territoriale di Anan'ïv, una delle comunità territoriali dell'Ucraina.
Fino al 18 luglio 2020 Anan'ïv è stata il centro amministrativo del distretto di Anan'ïv, abolito come parte della riforma amministrativa dell'Ucraina, che ha ridotto a sette il numero dei distretti dell'oblast' di Odessa. L'area del distretto di Anan'ïv è stata fusa nel distretto di Podil's'k.